# Thronfolge (Belgien)
Die belgische Thronfolge bestimmt sich nach den Artikeln 85, 86 und  der zuletzt 1994 geänderten Verfassung des Königreichs Belgien. Diese entsprechen den Artikeln 60 bis 62 der Verfassung von 1831, von denen die Artikel 60 und 61 mit Wirkung vom 20./21. Juli 1991 wesentlich neu gefasst worden waren.
Der Thronfolger führt traditionell den Titel eines Herzogs von Brabant.

## Thronfolgeregelung von 1991

### Erbfolge von Geburt
Erbberechtigt sind die unmittelbaren, natürlichen (also nicht adoptierten) und legitimen (also nicht unehelichen) Nachfahren König Leopolds I. nach dem Erstgeburtsrecht. Von der Thronfolge ausgeschlossen wird, wer ohne Genehmigung des Königs oder Regenten die Ehe schließt. Dem König steht diesbezüglich jedoch ein Gnadenrecht zu, allerdings nur mit der Genehmigung beider Parlamentskammern. Die Genehmigung kann aus verschiedenen Gründen verweigert werden; laut Ansicht von Alexander De Croo könnte er auch die Zustimmung zu einer gleichgeschlechtlichen Ehe geben.

### Personalunionen
Ein König bedarf ebenfalls der doppelt qualifizierten Zustimmung beider Parlamentskammern, wenn er gleichzeitig Oberhaupt eines weiteren Staates sein will. Hierzu müssen jeweils mindestens zwei Drittel der Abgeordneten an der Abstimmung teilnehmen und die Zustimmung mit Zweidrittelmehrheit beschließen.

### Übergangsrecht
Die neuen Thronfolgeregelungen gelten aufgrund Übergangsrechtes nur für die Nachfahren König Alberts II. Durch dasselbe Übergangsrecht wurde die Ehe Prinzessin Astrids, welche hierdurch erst in die Thronfolge aufgenommen wurde, nachträglich legitimiert.
Für Nachfahren Leopolds I., welche nicht Nachfahren Alberts II. sind, gilt weiterhin die alte Thronfolgeregelung von 1893. Hiernach war nur die männliche Linie erbberechtigt; Frauen und deren Abkömmlinge waren immerwährend von der Thronfolge ausgeschlossen.

## Thronfolgerliste
Hieraus ergibt sich folgende abschließende Thronfolgerliste für die Nachfolge des aktuellen Königs:
Leopold III. → Albert II. → Philippe
1. Elisabeth, Herzogin von Brabant, Kronprinzessin von Belgien * 25. Oktober 2001, ältestes Kind König Philippes, fünftes Enkelkind König Alberts II.
(bei einem Thronantritt würde sie erste regierende Königin der Belgier)
2. Prinz Gabriel, * 20. August 2003, zweites Kind König Philippes, siebtes Enkelkind König Alberts II.
3. Prinz Emmanuel, * 4. Oktober 2005, drittes Kind König Philippes, neuntes Enkelkind König Alberts II.
4. Prinzessin Eléonore, * 16. April 2008, viertes Kind König Philippes, zwölftes Enkelkind König Alberts II.
Albert I. → Leopold III. → Albert II.
5. Prinzessin Astrid von Belgien, Erzherzogin von Österreich-Este, * 5. Juni 1962, zweites Kind König Alberts II.
6. 00 Erzherzog Amedeo von Österreich-Este; Prinz von Belgien, * 21. Februar 1986, ältestes Kind Prinzessin Astrids, ältestes Enkelkind König Alberts II.
7. 0000 Erzherzogin Anna Astrid von Österreich-Este, * 17. Mai 2016, ältestes Kind Prinz Amedeos, ältestes Enkelkind Prinzessin Astrids.
8. 0000 Erzherzog Maximilian von Österreich-Este, * 6. September 2019, zweitälteste Kind Prinz Amedeos, zweites Enkelkind Prinzessin Astrids.
9. 0000 Erzherzogin Alix, * 2. September 2023, jüngstes Kind Prinz Amedeos, drittes Enkelkind Prinzessin Astrids.
10. 00 Erzherzogin Maria Laura von Österreich-Este Prinzessin von Belgien, * 26. August 1988, zweites Kind Prinzessin Astrids, zweites Enkelkind König Alberts II.
11. Albert Isvy, * 26. Januar 2025
12. 00 Erzherzog Joachim von Österreich-Este Prinz von Belgien, * 9. Dezember 1991, drittes Kind Prinzessin Astrids, drittes Enkelkind König Alberts II.
13. 00 Erzherzogin Luisa Maria von Österreich-Este Prinzessin von Belgien, * 11. Oktober 1995, viertes Kind Prinzessin Astrids, viertes Enkelkind König Alberts II.
14. 00 Erzherzogin Laetitia Maria von Österreich-Este Prinzessin von Belgien, * 23. April 2003,  jüngstes Kind Prinzessin Astrids, sechstes Enkelkind König Alberts II.
15. Prinz Laurent, * 19. Oktober 1963, drittes Kind König Alberts II.
16. 00 Prinzessin Louise, * 6. Februar 2004, ältestes Kind Prinz Laurents, achtes Enkelkind König Alberts II.
17. 00 Prinz Nicolas, * 13. Dezember 2005, zweites Kind Prinz Laurents, zehntes Enkelkind König Alberts II.
18. 00 Prinz Aymeric, Zwillingsbruder Prinz Nicolas, drittes Kind Prinz Laurents, elftes Enkelkind König Alberts II.

## Nicht thronfolgeberechtigte Nachfahren König Leopolds I.
Folgende Linien sind von der Thronfolge ausgeschlossen:
- Prinzessin Delphine von Belgien, außereheliche Tochter König Alberts II. mit Baronin Sybille de Sélys Longchamps;
- die Nachfahren Großherzogin Josephines von Luxemburg, der ältesten Schwester König Alberts II., Ehefrau des früheren Großherzogs Jean, da sie nach der bis 1991 geltenden Thronfolgeregelung als Frau mit ihren Nachfahren dauerhaft von der Thronfolge ausgeschlossen war;
- die drei Halbgeschwister König Alberts II. aus der zweiten, morganatischen Ehe König Leopolds III., da diese Ehe als illegitim galt (umstritten, jedoch nur hinsichtlich des kinderlosen Prinzen Alexander relevant);
- die Nachfahren der Ex-Königin Marie José von Italien aus denselben Gründen wie die Nachfahren Großherzogin Josephines;
- die Nachfahren der beiden überlebenden Schwestern König Alberts I., Henriette Marie und Joséphine Caroline;
- die Nachfahren König Leopolds II., da alleine Töchter und uneheliche Söhne des Königs überlebten;
- die Nachfahren der unehelichen Kinder König Leopolds I.

## Aussterben des Königshauses
Damit ist die Thronfolge faktisch auf die ehelichen Nachfahren König Alberts II. beschränkt und unterliegt ausschließlich dem Recht der Erstgeburt.
Sofern es keine Nachfahren König Leopolds I. (bzw. Alberts II.) mehr gibt, kann der König mit doppelt qualifizierter Zustimmung beider Parlamentskammern einen Thronerben ernennen. Ist keine gültige Ernennung erfolgt, wird der Thron vakant. In diesem Falle bestimmen beide Parlamentskammern in gemeinsamer Sitzung binnen zwei Monaten nach ihrer vollständigen Neuwahl einen neuen König.
Ein Vorrecht bestimmter verwandtschaftlicher Nebenlinien – die nächsten Agnaten wären aufgrund der gemeinsamen Abstammung vom Haus Sachsen-Coburg und Gotha die männlichen Mitglieder des Hauses Windsor – besteht hierbei nicht.